# 交通银行北平支行
交通银行北平支行位于今中国北京市西城区前门西河沿街9号，是原交通银行设在北平的支行。

## 简介
交通银行成立于1908年，总行设在北京，是北洋政府的国家银行。1928年，国民政府迁都南京后，北京改称北平，交通银行总管理处迁往上海，交通银行在北平的业务收缩，设立交通银行北平支行，成为交通银行天津分行下辖的一等支行。
交通银行北平支行大楼是建筑师杨廷宝的代表作。该建筑在1930年代初设计，1932年6月竣工。该建筑为钢筋混凝土结构，临街四层，底层为营业大厅，空间高二层，周围布置有办公室以及辅助用房，地下室是金库。大楼的基座采用花岗岩贴面，水刷石墙面。上部施以大块云纹花饰及一排琉璃檐口，并施斗拱装饰。正立面隐有石牌坊构图。内部的天花藻井、隔扇栏杆，外部的垂花门罩均采用中国古典式样，稍微简化而成。窗口稍有花纹图案的浅浮雕。该建筑基本使用西式建筑构图，在各个部位施以中国古典建筑构件，时称“现代式中国建筑”。
21世纪初，在前门西大街改造之后，该建筑的北面直接面临前门西大街。